# Laurien Van den Broeck
Laurien Van den Broeck (29 februari 1988) is een Vlaamse actrice. Ze won een Young Actor's Award voor haar hoofdrol in de film Moonlight op het Fort Lauderdale International Film Festival in Fort Lauderdale, Amerika. Voor dezelfde film was ze ook genomineerd voor het Gouden Kalf voor Beste Actrice op het Nederlands Film Festival.

## Biografie
Van den Broeck speelde op elfjarige leeftijd de hoofdrol in de film Mariken van regisseur André van Duren.
Op dertienjarige leeftijd vertolkte ze de vrouwelijke hoofdrol in Moonlight van regisseur Paula van der Oest. Voor deze rol werd ze bekroond met de Young Actor's Award op het Fort Lauderdale International Film Festival en sleepte ze een nominatie in de wacht voor het Gouden Kalf voor beste actrice op het Nederlands Film Festival.
Ze speelde ook mee in De zaak Alzheimer, een succesvolle Vlaamse bioscoopfilm, en vertolkte de rol van Magdalena Vermeer in de televisiefilm Brush with Fate, waarin ze samen met Glenn Close en Ellen Burstyn speelde.
In 2007 en 2008 speelde ze de rol van An Verbiest in de VTM-telenovelle Sara.
Eind november 2008 was Van den Broeck te zien in de twee slotafleveringen van het nieuwe seizoen van Witse. In 2010 speelde ze een gastrol in Aspe.

## Rollen
- Rupel (2019) – Marijke De Voogd
- Aspe (2010) – Amber de Forceville
- Witse (2008) – Veerle Dingemans
- SpangaS (2008) – Lieve
- Sara (2007-2008) – An Verbiest
- De Wet volgens Milo (2005) – Thérèse Peeters
- De Zaak Alzheimer (2003) – Bieke Cuypers
- Brush with Fate (2003) – Magdalena Vermeer
- Moonlight (2002) – Claire
- Met grote blijdschap (2001) – Dochtertje in auto
- Mariken (2000) – Mariken
- Elf (1999) – Sara
- De Zeven Deugden: Maria op Zolder (1998) – Anna
- Sancta Mortale (1997) – Lieve
- De (v)liegende doos (1995)